# Chapelle du Saint-Crucifix de Cordes-sur-Ciel
La chapelle du Saint-Crucifix est une église de Cordes-sur-Ciel, dans le Tarn, en France.

## Origine
Une légende locale fait remonter la construction d'un édifice religieux aux Croisades pour abriter des reliques de la vraie Croix.
Les premières traces écrites d'un oratoire sur ce lieu datent de la fin du XVe siècle. Une restauration a lieu en 1537, mais le lieu est mal entretenu, tombant progressivement en ruine. Entre 1629 et 1632, une épidémie de peste sévit et la population promet la reconstruction de l'édifice en cas de fin de l'épidémie. La rénovation débute en 1634 (clef de voûte d'une chapelle) et s'achève en 1654 (voûte de la nef).
Pendant la révolution, elle est concernée par le décret des biens du clergé mis à la disposition de la Nation et vendue. En 1806, elle retrouve son rôle de lieu de culte.
Le 9 juillet 1984, elle a été classée aux monuments historiques.

## Description

### Situation
Elle est bâtie au nord de la ville, en dehors des murs. Elle est aujourd'hui située en contrebas de la route entre Cordes-sur-Ciel et Les Cabannes, à la sortie de Cordes.

### Description

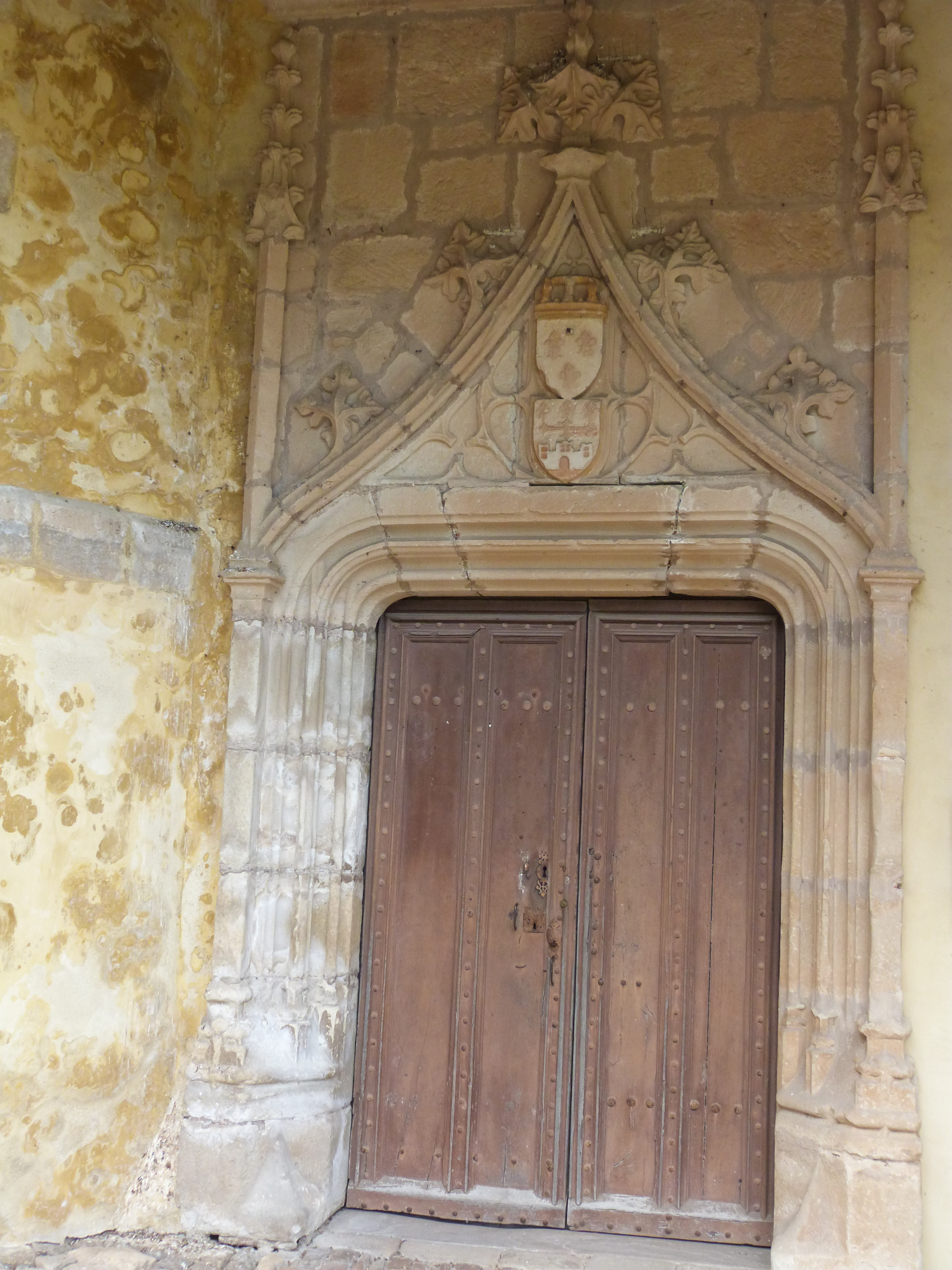
Porte d'entrée.

L'église est orientée du nord-est au sud-ouest. Elle mesure 20 mètres de long. La première travée est percée de deux portes de même style mais d'âge différent. Elles sont ornées d'un linteau droit à coins arrondis surmontées d'un arc brisé ornée de feuillage et de blasons aux armes de Cordes-sur-Ciel.
Des chapelles occupent les bras du transept et le cœur. Elles sont datées sur la Clef de voûte. Celle de gauche est de 1537, celle de droite de 1634. Une autre chapelle est située dans l'axe de la nef et sert de fondation au clocher. Ce dernier est carré et se poursuit par un plan octogonal. Un pan sur deux est percé d'une ouverture donnant sur les cloches protégées par des pans de bois. Son toit est en pointe fine et recouvert d'ardoise, comme celui de la nef.
À l'intérieur, les décorations ont été préservées. Une toile fixée sur enduit date de 1766 et est signée Domergue. Elle représente les prophètes Isaïe, Jérémie et Ézéchiel, le roi David et diverses scènes de la Passion du Christ. Deux panneaux représentent une scène de pillage durant les guerres de religion et une de l'épidémie de peste.
En 1844, le peintre italien Cenoni peint la voûte dans un style à base de bleu, proche de celui de la cathédrale Sainte-Cécile d'Albi.

### Intérêt
Pour l'archiviste et historien cordais Charles Portal, « ses proportions gracieuses, le luxe relatif de l'intérieur compensent son médiocre intérêt architectural ».

## Culte catholique
En outre une procession a lieu le premier vendredi du mois de mai.

## Sources